# باشگاه ورزشی کووییی-روئن متروپل
باشگاه ورزشی کووییی-روئن متروپل (انگلیسی: US Quevilly-Rouen Métropole) یک باشگاه فوتبال مستقر در لو پوتی کووییی، فرانسه است که در حال حاضر در لیگ ۲، دومین سطح لیگ فوتبال در این کشور به فعالیت می‌پردازد. 